# Žalm 81

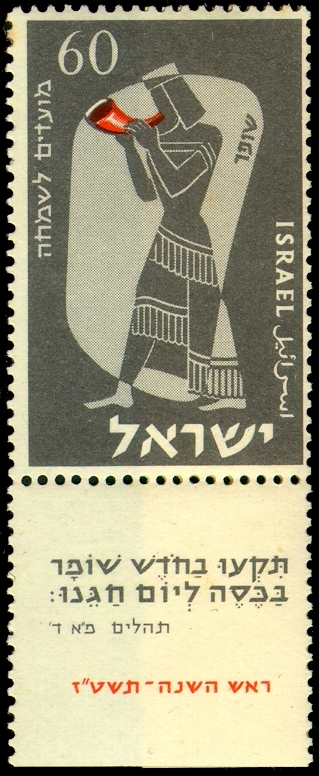
Radostné svátky 5716 známka - 60 mil - Beraní roh. Nápis na kartě: "Žalmy LXXXI, 4: "při novoluní zatrubte na polnice, při úplňku v den našeho svátku."

Žalm 81 („Plesejte Bohu, naší síle“) je biblický žalm. V překladech, které číslují podle Septuaginty, se jedná o 80. žalm. Žalm je nadepsán těmito slovy: „Pro předního zpěváka, podle gatského způsobu. Pro Asafa.“ Podle některých vykladačů toto nadepsání znamená, že žalm byl určen pro vedoucího chrámového chóru, který pocházel z Asafova rodu, aby jej zpíval za doprovodu gatského hudebního nástroje nebo nápěvu. Raši vysvětluje, že ve městě Gat se opravdu nacházeli řemeslníci, kteří byli proslulí výrobou konkrétního hudebního nástroje. V židovské liturgii je žalm podle siduru součástí čtvrteční ranní modlitby.